# Foametea din Tatarstan din 1921–1922
Foametea din 1921-1922 din Tatarstan a fost o perioadă de înfometare în masă și de secetă care a avut loc în RASS Tătară ca urmare a politicii de comunism de război, în care au murit de la 500.000 până la 2.000.000 de țărani. Evenimentul a făcut parte din foametea rusească mai mare din 1921–22 care a afectat alte părți ale Uniunii Sovietice, în care au murit peste 5.000.000 de oameni în total. Potrivit lui Roman Serbin, profesor de istorie rusă și est-europeană, foametea tătară a fost prima foamete provocată de om în Uniunea Sovietică și a vizat sistematic minorități etnice, cum ar fi tătarii de pe Volga și germanii de pe Volga.

## Context
Conducerea sovietică a căutat mult timp să suprime naționalismul tătar în Uniunea Sovietică. Tătarii erau adesea acuzați de „naționalism burghez” și alte infracțiuni revizioniste. Conducerea tătară a fost executată sau închisă, mulți au fugit din Uniunea Sovietică în Turcia pentru a găsi refugiu. Colectivizarea agriculturii tătare a început în 1921. Potrivit istoricului James Minahan, tătarii din Crimeea „au suferit pierderi de populație proporțional mai mari decât oricare alt grup național sovietic în primele decenii ale guvernării sovietice”. Metodele de cultivare în republica autonomă tătară au fost primitive, la fel ca la majoritatea naționalităților non-ruse din Uniunea Sovietică. În plus, pentru a ajuta agricultura, existau  puțini reprezentanți ai proletariatului tătar din cauza stăpânirii imperiale ruse.

## Foametea
La începutul primăverii anului 1921, CEKA a raportat proteste și revolte masive în rândul țăranilor. Până la 23 martie, rapoartele au început să descrie evoluția din unele raioane drept o „foamete” și au cules informații despre țăranii care mor de foame sau care se sinucid. Ca răspuns la lipsa hranei, mulți țărani au împiedicat camioanele cu cereale să părăsească Tatarstanul și unii au refuzat să-și mai semene câmpurile. Foametea a înregistrat, de asemenea, o creștere mare a numărului de copii care au ajuns în orfelinate, părinții mai săraci și-au lăsat copiii în instituțiile statului, în timp ce unii părinții și-au abandonat pur și simplu copiii pe străzi. Orfelinatele nu au reușit să țină pasul cu numărul crescut al copiilor, iar guvernul republicii autonome a acordat resurse pentru a mări numărul instituțiilor disponibile. De exemplu, în iulie 1920 în raionul Sviyazhsk se aflau două orfelinate, în care se găseau 64 de copii. Până în ianuarie 1922, în raion se aflau 12 orfelinate cu un total de 704 copii.     
Până în martie 1922, unele sate și-au pierdut jumătate din populație. Foametea a dus, de asemenea, la o scădere accentuată a numărului de echipamente pentru animale și agricultură, deoarece țăranii înfometați și-au vândut proprietățile sau au sacrificat animalele pentru alimente. Înregistrările KGB-ului din acea vreme notează decesul a cel puțin 500.000 de oameni în Tatarstan, dar estimările mai recente concluzionează că numărul real al victimelor a fost mult mai mare, de 2.000.000. Istoricul James Long estimează că aproximativ 13% din populația republicii autonome a fugit în alte părți ale țării, în timp ce 10% din populație a decedat. Această foamete este cunoscută și sub numele de „foametea terorii” sau „genocidul foametei” din Tatarstan.  

## Ajutoare
În vara anului 1922, a fost înființat comitetul special Tatpomgol pentru a face față foametei. Până în august 1922, Tatpomgol a importat 8 milioane de puduri de produse alimentare, din care 2 milioane de puduri de semințe, printr-un împrumut. Din regiunile afectate, sute de mii de persoane, în mare parte copii, au fost evacuate în Asia Centrală, Republica Sovietică Socialistă Belarusă și în Siberia. Au fost stabilite puncte de alimentare de urgență în întreaga republică. Guvernul sovietic a cerut ajutor unor organizații internaționale, ca de exemplu Asistența Internațională a Muncitorilor (Workers International Relief). Guvernul Statelor Unite ale Americii a acordat ajutor tătarilor înfometați din 1920 până în 1923 prin intermediul American Relief Administration.

## Urmări
Deși faza cea mai grea a foametei s-a încheiat în 1922, penuria, înfometarea și bolile au continuat să facă ravagii în regiunea Volga pe tot parcursul anului 1923 și în 1924, iar guvernul sovietic a mutat etnici ruși în RASS Tătară și în regiunea Idel-Ural în această perioadă, ceea ce a făcut ca populația tătarilor să scadă până la 50%.
În 2008, Centrul comunitar Tătar (VTOT) a cerut Națiunilor Unite să condamne foametea din Tatarstan din 1921–1922 ca genocid împotriva tătarilor musulmani.